# Проспект Переможців (Рубіжне)
Проспект Переможців — одна із центральних вулиць міста Рубіжного Луганської області.

## Опис
Проспект Переможців обмежується вулицею Померанчука та Московським проспектом. Довжина проспекту становить 2385 метрів. Проспект перетинає всі основні площі міста — Перемоги (до 2011 — Праці), площу перед кінотеатром «Юність», Володимирську площу, на якій знаходиться будівля міськради та палац культури. Від вулиці Померанчука до вулиці Б. Хмельницького проспект є пішохідною зоною, яка складається з двох доріг, розділених алеєю. Від вулиці Б. Хмельницького до вулиці Менделєєва проспект розділений сквером та кінотеатром «Юність», рух здійснюється по бокам в односторонньому напрямку. Уздовж ліній проспекту розташовано 32 будинки, Парк культури та відпочинку, міський музей, кінотеатр «Юність», Палац культури, школа № 2.
За радянських часів і до 2016 року проспект Переможців мав назву проспект Кірова.

## Пам'ятники
- Радянським «Визволителям» Рубіжного
- Братська могила вояків, що загинули під час Другої світової війни

## Транспорт
Частиною проспекту від вулиці Менделєєва до Московського проспекту проходять автобусні маршрути № 101, 108, 111А, 115, зупинки маг. Новосел, Палац культури, кінотеатр «Юність»

## Індекси
Непарні будинки 1-41, парні 6-20 обслуговуються ОПС «Рубіжне-10» за адресою пр. Переможців, 12, поштовий індекс 93010, парні будинки 26-32 — ОПС «Рубіжне-11», пр. Московський, 9-а, індекс 93011.